# Баранов, Сергей Фомич
Сергей Фомич Баранов (1890, Нытва, Пермская губерния — 17 ноября 1937) — советский партийный и государственный деятель, ответственный секретарь Кубанского окружного комитета РКП(б) — ВКП(б) (1925—1926).

## Биография
Член РСДРП(б) с 1913 г.
- 1913—1915 гг. — счетовод больничной кассы Чусовского завода (Пермская губерния),
- 1917 г. был арестован, в марте того же года — амнистирован,
- 1917 г. — председатель Чусовского районного Совета,
- 1919 г. — член Вятского отделения Сибирского бюро ЦК РКП(б),
- 1923—1924 гг. — ответственный секретарь Омского губернского комитета РКП(б),
- 1925—1926 гг. — ответственный секретарь Кубанского окружного комитета РКП(б) — ВКП(б).

Арестован в 1935 г. Осужден тройкой УНКВД по «Дальстрою» 23 сентября 1937 г. по статье «контрреволюционная троцкистская деятельность», расстрелян 17 ноября 1937 г.
Реабилитирован 22 ноября 1965 г.